# Centrum Demokratyczne (Chorwacja)
Centrum Demokratyczne (chorw. Demokratski centar, DC) – chorwacka partia polityczna o profilu centroprawicowym, działająca od 2000 do 2015. Od 2002 ugrupowanie posiadało status obserwatora w Europejskiej Partii Ludowej.

## Historia
Centrum Demokratyczne 14 kwietnia 2000 zarejestrowała grupa umiarkowanych działaczy Chorwackiej Wspólnoty Demokratycznej. Nastąpiło to wkrótce po przegranych przez HDZ wyborach parlamentarnych. Inicjatorem powstania tej partii był Mate Granić, ustępujący minister spraw zagranicznych. DC pozostawała do końca kadencji w opozycji. W kolejnych wyborach startowała w koalicji z Chorwacką Partią Socjalliberalną. Wspólna lista otrzymała 4,1% głosów i 3 mandaty, z których jeden przypadł centrystom. Mate Granić opuścił partię, jego następczyni i jedyna posłanka w Zgromadzeniu Chorwackim, Vesna Škare-Ožbolt, została ministrem sprawiedliwości w gabinecie Iva Sanadera (do 2006). Od 2007 DC pozostaje poza parlamentem krajowym. W 2009 jego liderka wystartowała jako kandydatka niezależna w wyborach prezydenckich. Vesna Škare-Ožbolt w pierwszej turze uzyskała 1,89% głosów, zajmując 11. miejsce wśród 12 kandydatów z wynikiem 7,25%.
W wyborach w 2011 DC startowało w jednym okręgu w koalicji z HDZ, jego liderka uzyskała mandat posłanki do krajowego parlamentu jako jedyny kandydat partii. 6 listopada 2015 DC przyłączyło się do HDZ, kończąc tym samym samodzielną działalność.

## Przewodniczący
- 2000–2003: Mate Granić
- 2003–2015: Vesna Škare-Ožbolt[1]